# Mpur jezik
Mpur jezik (amberbaken, dekwambre, ekware, kebar; ISO 639-3: akc), jedan od jezika s indonezijskog dijela Nove Gvineje, kojim govori 7 000 ljudi (1993 R. Doriot) sa sjeverne obale poluotoka Vogelkop (Bird’s Head).
Prena ranijoj klasifikaciji pripadao je zapadnopapuanskoj porodici kao jedini član skupine kebar. Prema novijoj klasifikaciji vodi se kao izolirani jezik, nesrodan svim ostalim poznatim jezicima.
Postoje dva dijalekta: sirir i ajiw. Pismo: latinica.

## Vanjske poveznice
- Ethnologue (14th)
- Ethnologue (15th)